# Dyomyx ancea
Dyomyx ancea är en fjärilsart som beskrevs av Stoll 1780. Dyomyx ancea ingår i släktet Dyomyx och familjen nattflyn. Inga underarter finns listade i Catalogue of Life.

## Bildgalleri

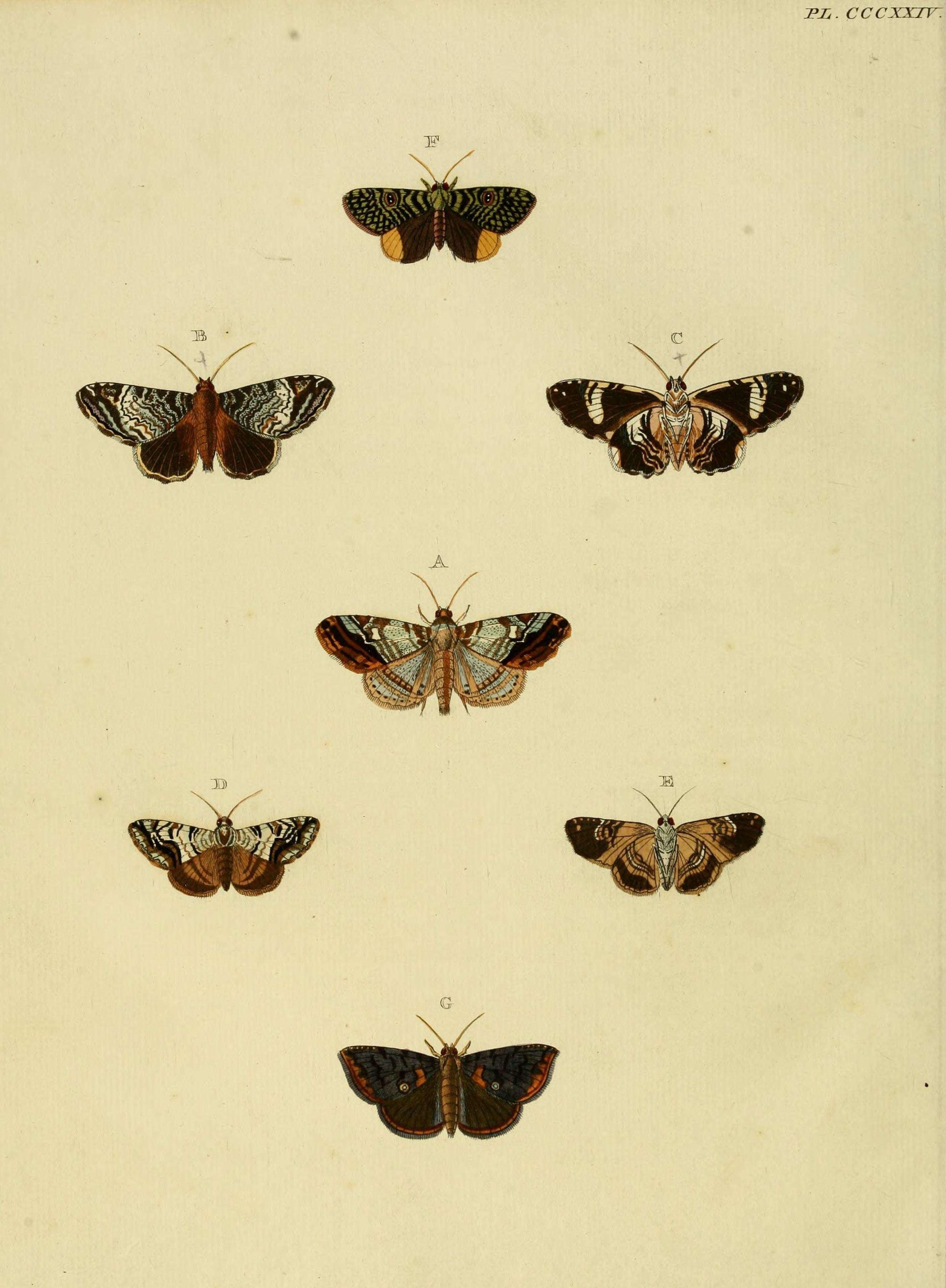